# Fontaine de Joyeuse
La fontaine de Joyeuse, parfois appelée fontaine Saint-Louis, est une fontaine parisienne située au 41 rue de Turenne, dans le 3e arrondissement de Paris.
Elle fait l’objet d’une inscription au titre des monuments historiques depuis le 6 mars 1925.

## Histoire
Cette fontaine remplace une fontaine qui était à ce même emplacement adossée à l'hôtel de Marc Miron, construit vers 1580 et aujourd'hui disparu. Cette fontaine avait été construite en 1687 et était déjà dite de Joyeuse. Elle fut remplacée en 1847 par la fontaine actuelle, alimentée par le canal de l'Ourcq, et qui faisait partie d'un programme de la Ville de Paris établissant des fontaines publiques pour fournir de l'eau au quartier du Faubourg Saint-Antoine très peuplé. On trouve plusieurs fontaines construites à la même époque et d'un aspect très comparable, comme la fontaine de la Roquette (1847), ou la fontaine Sainte-Eugénie, aujourd'hui détruite. La fontaine de Joyeuse est décorée par le sculpteur Isidore-Romain Boitel (1812-1860).
La fontaine a été restaurée en 2008 et illuminée le soir, mais l'intérieur n'est plus accessible.

## Description
La fontaine se présente comme un édicule adossé aux immeubles, d'environ trois mètres de large, ouvert d'une arcade ionique abritant une niche en cul-de-four. L'entablement porte les armoiries de la Ville de Paris.
À l'intérieur se trouve une petite statue en zinc représentant un enfant qui tient une jarre inclinée de laquelle se déverse l'eau, sur la base est inscrit « OURCQ ». La statue est au sommet d'un piédestal en marbre situé dans un bassin semi-circulaire et qui supporte une vasque en forme de coquille qui reçoit l'eau de la jarre. Finalement, le bassin se vide par un mascaron de bronze et l'eau s'évacue par une grille scellée dans le sol.
Le cul-de-four au-dessus de la statue est décoré d'une sculpture en bas-relief de divers animaux aquatiques parmi des roseaux, héron, grenouille, cygne ou serpent.

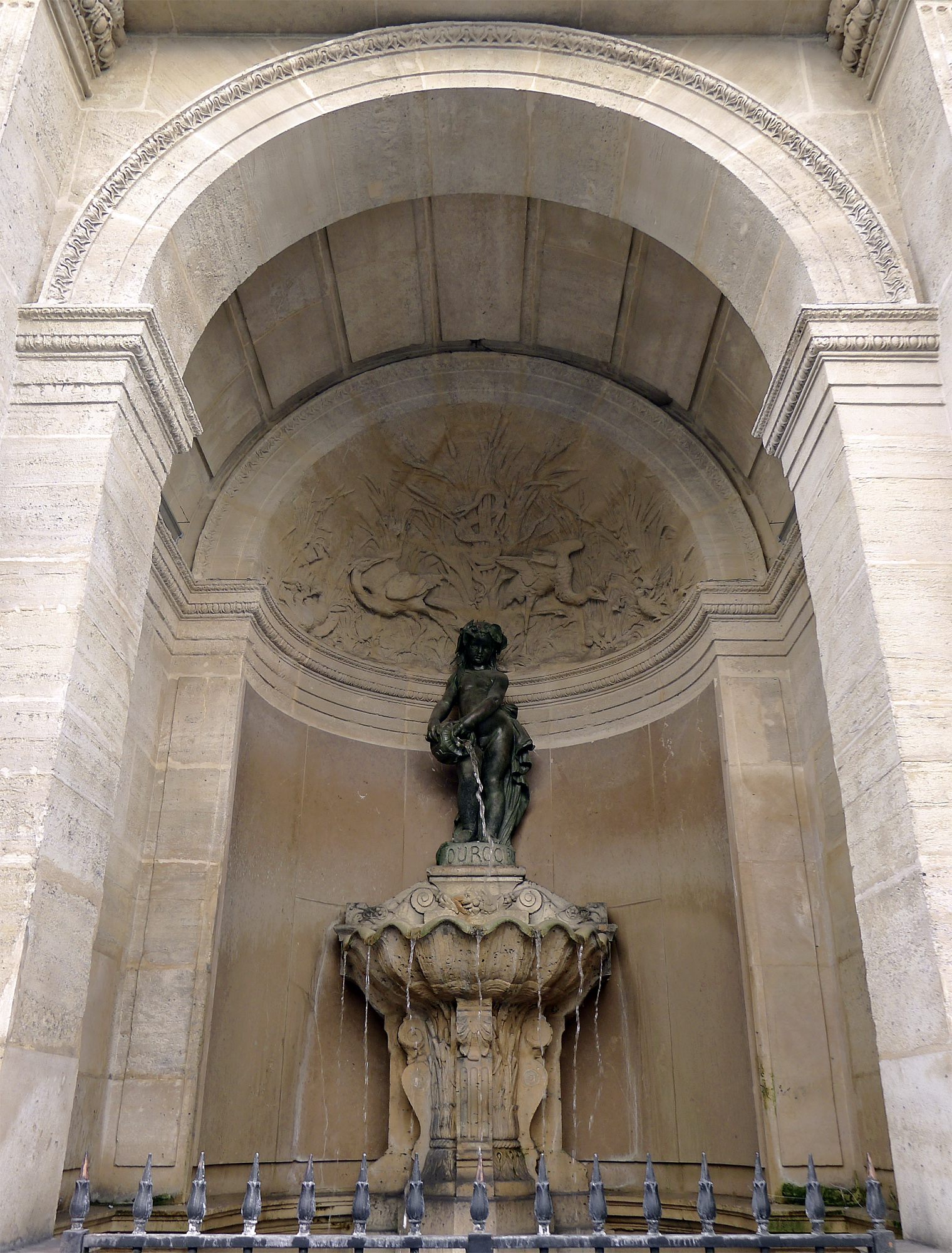
Vue plus rapprochée
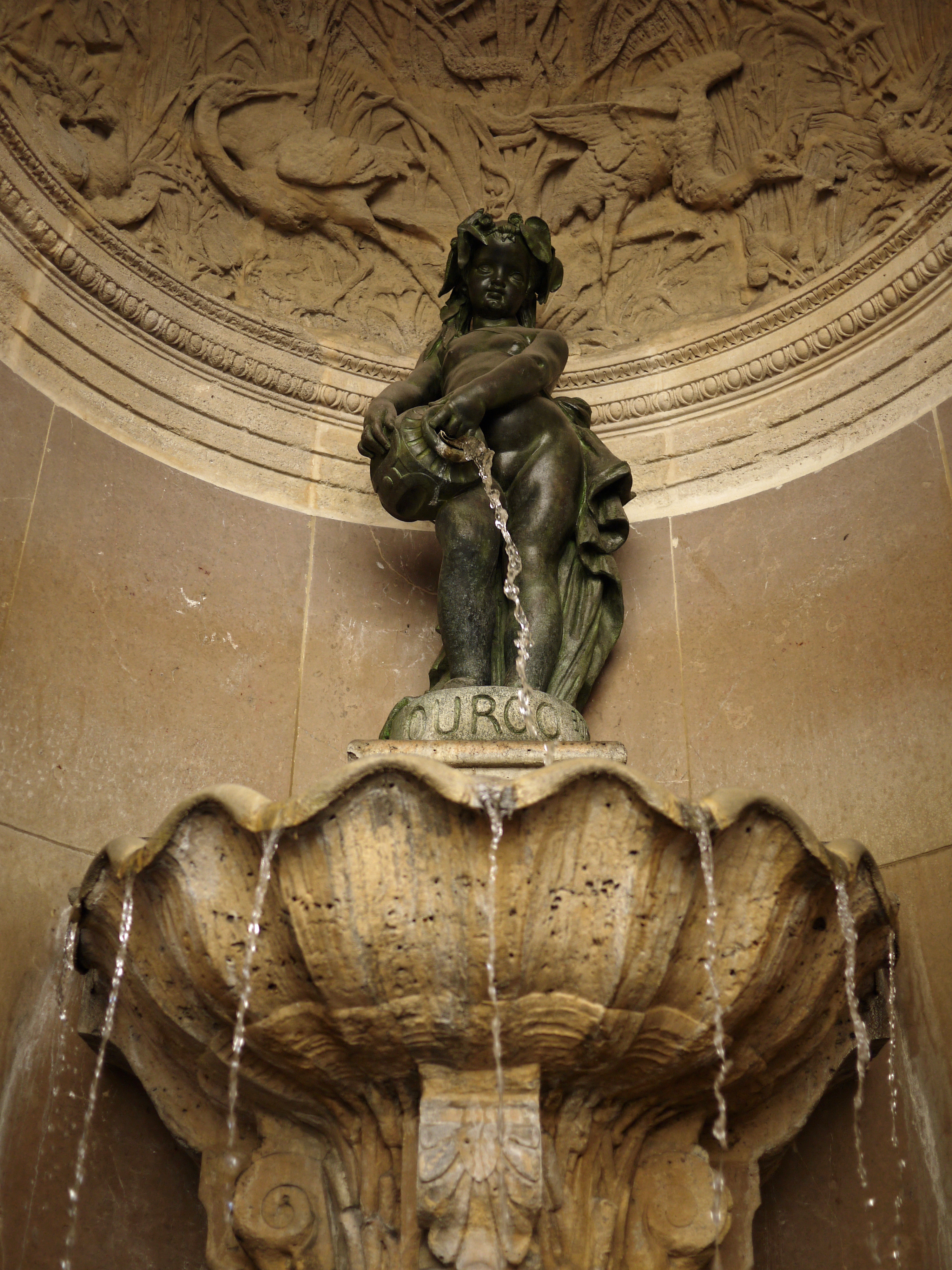
Vue de la vasque et de la statue

## Postérité
Cette fontaine donne son nom à un conte de Jean-Louis Bouquet : La fontaine de joyeuse, paru en 1949, une nouvelle fantastique, dans laquelle un historique de la fontaine est donné. L'intrigue met en scène cette fontaine simultanément dans deux périodes différentes: la révolution française et la première moitié du XXe siècle (conte publié dans le recueil Aux portes des ténèbres, puis dans sa version définitive dans le recueil : Les filles de la nuit, Marabout, 1978).